# Los Pozos, Hidalgo
Los Pozos är en ort i Mexiko.   Den ligger i kommunen Hidalgo och delstaten Michoacán de Ocampo, i den södra delen av landet, 150 km väster om huvudstaden Mexico City. Los Pozos ligger 2 424 meter över havet och antalet invånare är 167.
Terrängen runt Los Pozos är huvudsakligen kuperad, men åt nordväst är den bergig. Runt Los Pozos är det ganska tätbefolkat, med 90 invånare per kvadratkilometer. Närmaste större samhälle är Ciudad Hidalgo, 5,0 km söder om Los Pozos. I omgivningarna runt Los Pozos växer huvudsakligen savannskog.